# Katrin Albsteiger

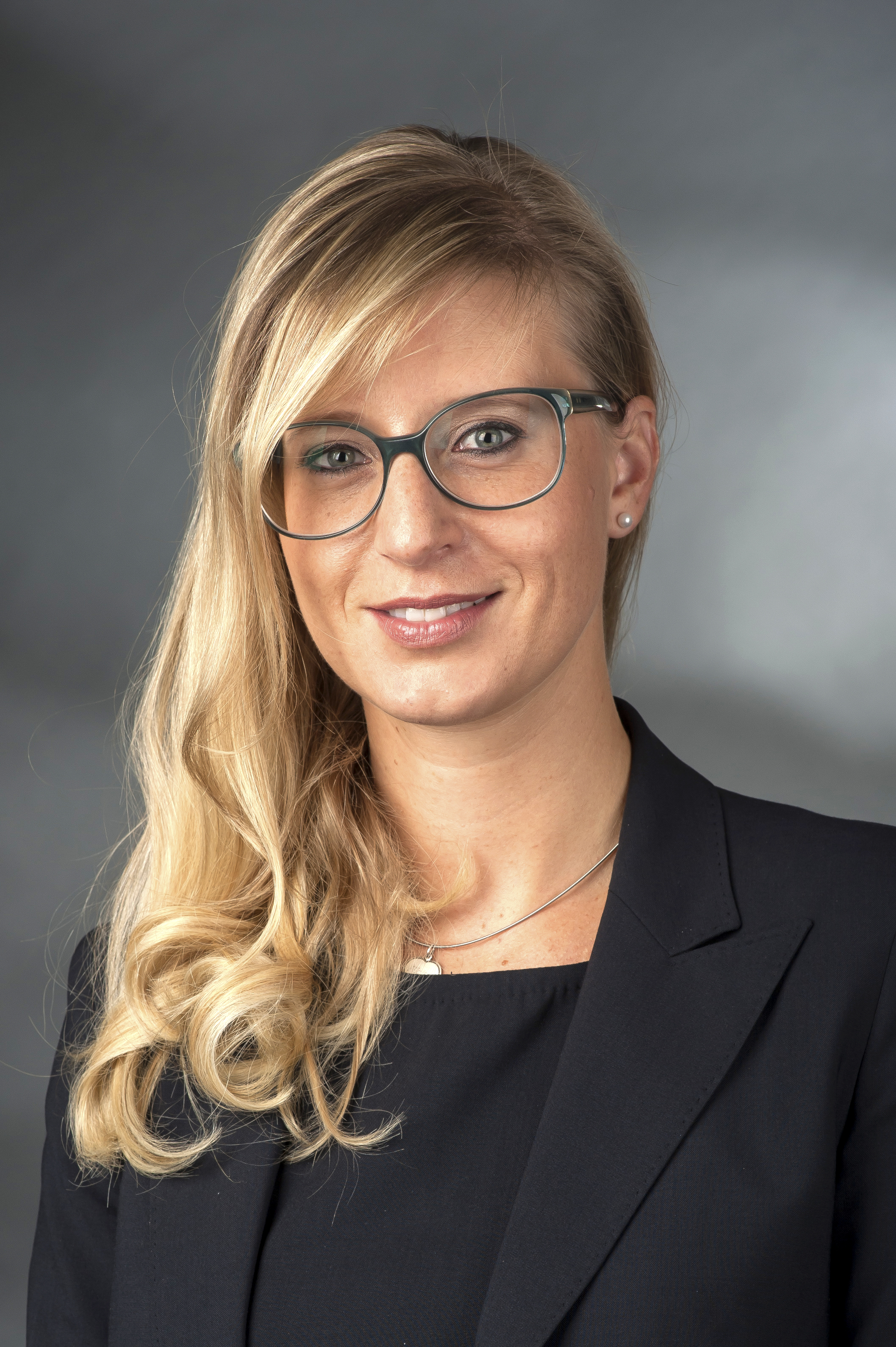
Katrin Albsteiger (2014)

Katrin Albsteiger (* 20. November 1983 in Ulm als Katrin Poleschner) ist eine deutsche Politikerin der CSU und seit Mai 2020 Oberbürgermeisterin von Neu-Ulm. Von 2013 bis 2017 war Albsteiger Mitglied des Deutschen Bundestages. Sie gehört seit 2021 als Vizevorsitzende dem Präsidium der CSU an.

## Leben
Albsteiger studierte von 2003 bis 2008 an der Universität Augsburg sowie an der australischen University of Adelaide Politik mit Nebenfach Volkswirtschaft und arbeitete nach dem Diplom in der CSU-Landesleitung. Sie war zunächst für E.ON tätig und arbeitete von Ende 2011 bis zu ihrer Wahl 2013 in den Deutschen Bundestag für die Stadtwerke Ulm/Neu-Ulm. Nach Ende ihrer Abgeordnetentätigkeit setzte sie ihre Arbeit dort im März 2018 fort.
Am 28. Dezember 2011 heiratete sie Tobias Albsteiger. Das Paar hat zwei Töchter.

## Politische Arbeit

### Parteilaufbahn
2003 trat Albsteiger der Jungen Union Neu-Ulm bei, bekleidete ab 2005 verschiedene Ämter und zog 2008 in den Gemeinderat von Elchingen sowie in den Kreistag von Neu-Ulm ein. 2009 wurde sie zur stellvertretenden Landesvorsitzenden der Jungen Union Bayerns gewählt. Erstmals für Aufsehen sorgte sie, als sie auf dem CSU-Parteitag 2010 gegen die von der Parteiführung angestrebte Frauenquote ankämpfte. Ihrer Meinung nach sei eine solche Regelung ungerecht, sie widerspreche dem Prinzip einer freien Wahl. Am 18. November 2011 wurde sie mit 92 Prozent der Stimmen zur Landesvorsitzenden der Jungen Union Bayerns gewählt. Sie war die erste Frau, die dieses Amt bekleidete und führte es bis 2013. Katrin Albsteiger gehörte der 15. Bundesversammlung und der 17. Bundesversammlung zur Wahl des Bundespräsidenten als durch den Bayerischen Landtag entsandte Delegierte an. Am 19. November 2012 erhielt sie in Berlin die Auszeichnung „Nachwuchspolitikerin des Jahres“ des Fachmagazins Politik & Kommunikation. Die Laudatio hielt Edmund Stoiber. Bei der Landesversammlung im Oktober 2013 verzichtete sie auf eine erneute Kandidatur für den JU-Landesvorsitz. Ihr Nachfolger wurde Hans Reichhart. Auf dem Deutschlandtag der Jungen Union Deutschlands in Inzell wurde sie am 19. September 2014 zu einer der vier stellvertretenden Bundesvorsitzenden gewählt, was sie bis 2018 blieb. 
Von 2019 bis 2021 gehörte Albsteiger als Landesschatzmeisterin dem Präsidium der Partei an. Sie ist zudem stellvertretende Vorsitzende des CSU-Kreisverbands Neu-Ulm. Beim CSU-Parteitag in Nürnberg wurde sie im September 2021 zu einer der fünf stellvertretenden Vorsitzenden der CSU gewählt.

### Inhaltliche Schwerpunkte
Ihre politischen Schwerpunkte sind unter anderem Bildung, Hochschulpolitik, Föderalismus, Europa und das Themenfeld Generationengerechtigkeit. Im Jahr 2012 protestierte sie anlässlich des Besuchs des Regierenden Bürgermeisters von Berlin Klaus Wowereit im bayerischen Mittenwald gegen den Länderfinanzausgleich. Im selben Jahr führte sie in der CSU gemeinsam mit Edmund Stoiber die Kampagne „Offensive.Generationen.Gerechtigkeit.“ durch.

## Bundestagsabgeordnete
Bei der Wahl zum Deutschen Bundestag am 22. September 2013 kandidierte sie auf der Landesliste der CSU. Im Feld der Listenkandidaten, die nicht auch noch direkt über einen Bundestagswahlkreis kandidieren, setzte sie sich gegen die Kandidatin der Frauen-Union, Barbara Lanzinger, in einer Kampfabstimmung um den Spitzenplatz durch.
Im Bundestag war Albsteiger ordentliches Mitglied im Ausschuss für die Angelegenheiten der Europäischen Union und im Ausschuss für Bildung, Forschung und Technikfolgenabschätzung sowie Schriftführerin des Bundestages. Sie war stellvertretendes Mitglied im Ausschuss für wirtschaftliche Zusammenarbeit und Entwicklung und im Innenausschuss. Außerdem war sie Delegierte in der Interparlamentarischen Union (IPU). Albsteiger war die einzige Abgeordnete der CSU, die im Mai 2014 gegen das Rentenpaket der Bundesregierung stimmte. Dies begründete sie mit ihrer Ablehnung der „Rente mit 63“, die die junge Generation zu einseitig belaste.
Im November 2016 wurde Albsteiger als Kandidatin für die CSU-Landesliste zur Bundestagswahl 2017 erneut vorgeschlagen und im Mai 2017 als reine Listenkandidatin auf Platz 29 der Landesliste gewählt. Bei der Bundestagswahl 2017 errang sie kein Bundestagsmandat.

## Kommunalpolitik
Albsteiger war seit 2008 Mitglied des Gemeinderats in Elchingen und seit 2014 Stadträtin in Neu-Ulm sowie Mitglied des Kreistags Neu-Ulm. Bei den Kommunalwahlen in Bayern 2020 bewarb sie sich für die CSU um die Nachfolge von Gerold Noerenberg (CSU) als Oberbürgermeisterin von Neu-Ulm.
Bei der Oberbürgermeisterwahl am 15. März 2020 setzte sie sich bereits im ersten Wahlgang mit 52,3 Prozent gegen fünf weitere Bewerber durch und ist seit ihrem Amtsantritt am 1. Mai 2020 amtierende Oberbürgermeisterin von Neu-Ulm.

## Preise und Auszeichnungen
- 2012: „Nachwuchspolitikerin des Jahres“ des Fachmagazins Politik & Kommunikation[9]
- 2016: „Preis der nächsten Generation“ des Verbands Die Jungen Unternehmer – BJU[28]